# Air Montréal
Air Montréal (code AITA : F8 ; code OACI : AMO) était une compagnie aérienne régionale québécoise spécialisée dans le transport de fret et de passagers.

## Histoire
Fondée en 1994, la compagnie fait faillite au printemps 2000. Ses activités sont reprises par GoAir CityLink, qui s'éteint peu de temps après[réf. nécessaire].

## Destinations
| Destination              | Période       | Réf    |
| ------------------------ | ------------- | ------ |
| Québec (Jean-Lesage)     |               | [ 3 ]  |
| Mont-Joli                |               | [ 3 ]  |
| Les Îles-de-la-Madeleine |               | [ 3 ]  |
| Bonaventure              |               | [ 3 ]  |
| Val-d'Or                 |               | [ 3 ]  |
| Rouyn-Noranda            |               | [ 4 ]  |
| Saguenay-Bagotville      |               | [ 5 ]  |
| Rocher-Percé             | 1996-1998     | [ 6 ]  |
| Moncton (Roméo-LeBlanc)  | Dès 1998      | [ 3 ]  |
| Ottawa (Gatineau)        | Dès 1998      | [ 7 ]  |
| Dolbeau-Mistassini       | Jusqu'en 1999 | [ 8 ]  |
| Gaspé (Michel Pouliot)   | 1999-2000     | ,      |
| Buttonville              | 2000          | [ 12 ] |

## Flotte
| Modèle               | Image | Nombre | Années    | Immatriculation             | Réf    |
| -------------------- | ----- | ------ | --------- | --------------------------- | ------ |
| Embraer 120          |       | 2      | 1999-2000 | C-GOAB C-GOAD               | [ 10 ] |
| Fairchild Metroliner |       | 4      | 1994-2000 | C-FAMC C-GAMI C-GIQG C-GIQI | [ 13 ] |
| Cessna Citation II   |       | 2      |           |                             | [ 3 ]  |